# Detoxikace (alternativní medicína)
Detoxikace (často zkráceně detox anebo očista těla) je druh alternativní léčby, jejímž cílem je zbavit tělo blíže nespecifikovaných „toxinů“ – látek, které se podle zastánců detoxikace nahromadily v těle a mají nežádoucí krátkodobé nebo dlouhodobé účinky na zdraví jedince. Mezi činnosti, které jsou s detoxikací běžně spojovány, patří dieta, půst, konzumace výhradně určitých potravin (jako jsou tuky, sacharidy, ovoce, zelenina, šťávy, byliny nebo voda) nebo jejich vynechávání, očista tlustého střeva, chelatační terapie a odstranění zubních výplní obsahujících amalgám.
Vědci a zdravotnické organizace kritizují koncept detoxikace pro jeho nedostatečný vědecký základ a pro nedostatek důkazů pro uváděná tvrzení. „Toxiny“ obvykle zůstávají nedefinované, přičemž důkazy o hromadění toxických látek u pacienta jsou malé nebo žádné. Zástupci vědecké komunity označují detoxikaci za „plýtvání časem a penězi“, „nesmysl“ a „marketingový mýtus“ nebo jako „podvod“ a „šarlatánství“.

## Pozadí
Podezření z neúčinnosti detoxikace se rozšířilo ve 30. letech 19. století. Biochemie a mikrobiologie se v 19. století zdály podporovat teorii autointoxikace, ale na počátku 20. století přístupy založené na detoxikaci rychle upadly v nemilost. Přestože je tato myšlenka v mainstreamové medicíně opuštěna, přetrvala v lidové představivosti a mezi lékaři alternativní medicíny. Představy o vnitřní očistě se znovu objevily spolu s vzestupem alternativní medicíny v 70. letech 20. století a později; zůstávají nevědecké a anachronické. S vzestupem environmentalistického hnutí mnohé detoxikační diety využívají formát diety jako politickou platformu k obhajobě ekologických myšlenek o znečištění a toxickém znečištění.
Na rozšíření detoxikace v ČR má zásluhu zejména MUDr. Josef Jonáš, který vypracoval vlastní variantu detoxikace a zpopularizoval ji vydáním knihy „Praktická detoxikace podle MUDr. Josefa Jonáše“ (Eminent, Praha 2004). Za tuto knihu roku 2008 obdržel od Českého klubu skeptiků Sisyfos anticenu „zlatý Bludný balvan“ v kategorii jednotlivců.

## Typy

### Detoxikační diety
„Detoxikační diety“ jsou dietní plány, které tvrdí, že mají detoxikační účinky. Obecná myšlenka předpokládá, že většina potravin obsahuje kontaminanty: složky považované za nepotřebné pro lidský život, jako jsou zvýrazňovače chuti, potravinářská barviva, pesticidy a konzervační látky. Vědci, dietologové a lékaři sice obecně považují detoxikační diety za neškodné (pokud nedochází k nedostatku živin), ale často zpochybňují jejich hodnotu a potřebnost, a to kvůli nedostatku podpůrných faktických důkazů nebo uceleného zdůvodnění. V případech, kdy člověk trpí nějakou nemocí, může víra v účinnost detoxikační diety vést k odkládání nebo nevyhledání účinné léčby.
Detoxikační diety mohou zahrnovat konzumaci extrémně omezených sad potravin (například pouze vody nebo šťávy, což je forma půstu známá jako džusový půst), vyloučení určitých potravin (například tuků) ze stravy nebo vyloučení zpracovaných potravin a údajných dráždivých látek. Detoxikační diety mají často vysoký obsah vlákniny. Zastánci tvrdí, že pak tělo spaluje nahromaděné uložené tuky, čímž se do krve uvolňují „toxiny“ uložené v těchto tucích, a „toxiny“ pak mohou být vyloučeny krví, kůží, močí, výkaly a dechem. Zastánci detoxikační diety tvrdí, že její účinek podporují i takové jevy, jako je změna tělesného zápachu. Hlavní lékařský proud zastává názor, že tělo má mechanismy, jak se škodlivých látek zbavit, a že pro tělo je nejlepší zdravá strava. Ačkoli je nepravděpodobné, že by krátký půst v délce jednoho dne způsobil škody, dlouhodobý půst (jak doporučují některé detoxikační diety) může mít nebezpečné zdravotní následky nebo může být dokonce smrtelný.

### Očista tlustého střeva
Očista tlustého střeva spočívá v podání klystýru (tlustého střeva) obsahujícího určitou sůl a někdy i kávu nebo byliny, aby se odstranila potrava, která podle zastánců zůstává v tlustém střevě a vyvolává nespecifické příznaky a celkové zhoršení zdravotního stavu. Tlusté střevo však obvykle nepotřebuje žádnou pomoc při čištění. Tato praxe může být při nesprávném provádění potenciálně nebezpečná.

### Těžké kovy
Praktičtí lékaři mohou doporučit detoxikaci jako léčbu, která má řešit představu, že při konzumaci např. kontaminovaných ryb nebo uvolňováním ze zubních amalgámových výplní vzniká otrava rtutí. Quackwatch k tomu uvádí: „Odstranění plomb není jen plýtváním penězi. V některých případech vede ke ztrátě zubu, protože při vyvrtání výplně se s ní odstraní i část okolní struktury zubu.“

### „Detoxikační“ zařízení
Některá zařízení jsou propagována s tím, že údajně odstraňují „toxiny“ z těla. Jedna z verzí zahrnuje koupel nohou pomocí mírného elektrického proudu, zatímco jiná zase detoxikační náplasti. V obou případech se po krátké prodlevě objeví produkce údajného hnědého „toxinu“. V případě lázně nohou je „toxinem“ ve skutečnosti malé množství zrezivělého železa, které se vyluhuje z elektrod. Detoxikační náplasti mění barvu v důsledku oxidace složek v polštářcích v reakci na vlhkost pokožky. V obou případech dochází ke stejným barevným změnám bez ohledu na to, zda se voda nebo náplast vůbec dostanou do kontaktu s kůží (vyžadují pouze vodu – což dokazuje, že změna barvy není důsledkem žádného procesu detoxikace organismu), a tudíž jsou zcela nefunkční.

## Kritika

### Nedostatečný vědecký základ
Přehled klinických důkazů o detoxikačních dietách z roku 2015 dospěl k následujícímu závěru: „V současné době neexistují žádné přesvědčivé důkazy, které by podporovaly používání detoxikačních diet pro regulaci hmotnosti nebo eliminaci „toxinů“. Vzhledem k finančním nákladům pro spotřebitele, nepodloženým tvrzením a potenciálním zdravotním rizikům detoxikačních produktů by od nich měli zdravotníci odrazovat a měly by podléhat nezávislému regulačnímu přezkumu a monitorování.“
Detoxikační produkty a diety byly kritizovány pro jejich nepodložený vědecký základ, zejména pro jejich předpoklad neexistujících „toxinů“ a pro jejich přivlastňování si legitimního lékařského pojmu detoxikace. Podle Mayo Clinic zůstávají „toxiny“ obvykle blíže nespecifikovány a u léčených pacientů se toxické látky téměř nehromadí.
Podle informačního listu Britské dietetické asociace (BDA) je „celá myšlenka detoxikace nesmysl. Tělo je dobře vyvinutý systém, který má vlastní zabudované mechanismy na detoxikaci a odstraňování odpadních a škodlivých látek.“ Dále tuto myšlenku charakterizuje jako „marketingový mýtus“, zatímco jiní kritici ji označují za „podvod“ a „mystifikaci“.
Organizace Sense about Science zkoumala „detoxikační“ produkty a označila je za plýtvání časem a penězi. Výsledkem byla zpráva, která dospěla k závěru, že tento termín používají různé společnosti různě. Většina z nich však nenabízí žádné důkazy na podporu svých tvrzení a ve většině případů je jeho použití pouhým přejmenováním „všedních věcí, jako je čištění nebo kartáčování“.
Lidské tělo je přirozeně schopné udržovat se samo, má několik orgánů určených k čištění krve a střev. Alan Boobis, profesor a toxikolog na Imperial College London uvádí:

„Vlastní detoxikační systémy těla jsou pozoruhodně sofistikované a všestranné. Musí být, protože přirozené prostředí, ve kterém jsme se vyvinuli, je nepřátelské. Je pozoruhodné, že lidé jsou ochotni riskovat vážné narušení těchto systémů pomocí neověřených „detoxikačních“ diet, které by mohly způsobit více škody než užitku“.
Vědecký skeptik Brian Dunning zkoumal toto téma v roce 2008 a došel k závěru, že „každý, kdo se zajímá o detoxikaci svého těla, by se mohl zamyslet nad tím, zda by neměl věnovat trochu více pozornosti svému tělu a méně pozornosti lidem, kteří se snaží získat jejich peníze... Čím to je, že tolika lidem vyhovuje spíše samoléčba stavů, které existují pouze v reklamách, než aby se jednoduše řídili radami svého lékaře? Je to proto, že lékaři jsou zatíženi nutností skutečně vykonávat lékařskou praxi. Nebudou před vámi skrývat špatné zprávy ani si vymýšlet snadné odpovědi, aby se vám zavděčili“.
S. Singh a E. Ernst píší v knize o alternativní medicíně „Trick and Treatment. Alternative Medicine on Trial“:

„Detoxikace, jako metoda alternativní medicíny, je založena na mylných představách o fyziologii, metabolismu, toxikologii aj. Neexistuje žádný důkaz o účinnosti jakékoli detoxikační metody a některé z nich jsou rizikové. Jedinou substancí, kterou lze z pacienta extrahovat, jsou peníze.“
Navzdory nepodloženým vědeckým základům je „detoxikace organismu“ populární a „detoxikační produkty a režimy“ se staly výnosným zdravotním trendem.

Stejně jako u některých jiných metod alternativní medicíny se účinnost připisuje astroturfingu, placebo efektu, psychosomatickému zlepšení nebo přirozenému uzdravení z nemoci, ke kterému by došlo i bez užívání produktu.